# Николай Заболоцки
Николай Алексеевич Заболоцки (на руски: Никола́й Алексе́евич Заболо́цкий) е съветски и руски поет и преводач. Той е модернист и един от основателите на руската авангардна абсурдистка група „Обериу“.

## Биография
Николай Алексеевич Заболоцки е роден на 7 май 1903 г. в Кизическа слобода (дн. част от град Казан). Ранният му живот преминава в Сернур (в днешната Република Марий Ел) и Уржум (сега в Кировска област). През 1920 г. Заболоцки напуска семейството си и се премества в Москва, записвайки се едновременно в медицинския и филологическия факултет на Московския държавен университет. Година по-късно той се премества в Петроград (дн. Санкт Петербург) и се записва в Педагогическия институт на Ленинградския държавен педагогически институт.
По това време Заболоцки вече пише поезия. Неговият период на формиране показва влиянието на футуристичните произведения на Владимир Маяковски и Велимир Хлебников, лиричните поеми на Александър Блок и Сергей Есенин и изкуството на Павел Филонов и Марк Шагал. През този период Заболоцки се запознава и с бъдещата си съпруга Е. В. Кликова.
През 1927 г. Заболоцки заедно с Даниил Хармс и Александър Введенски основава авангардната група „Обериу“. Акронимът на групата означава „Асоциация на истинското изкуство“ (на руски „Объединение реального искусства“). През този период Заболоцки публикува първите си стихове. Първата му стихосбирка, „Колони“ („Столбцы“, 1929 г.), е поредица от гротескни картини за живота, създаден от Новата икономическа политика (НЕП) на Владимир Ленин. Стихосбирката включва стихотворението „Знаците на зодиака избледняват“ („Меркнут знаки зодиака“), абсурдистка приспивна песен, която 67 години по-късно, през 1996 г. става руски поп хит. През 1937 г. Заболоцки публикува втората си стихосбирка. В нея предметът на творчеството на Заболоцки преминава от социални проблеми към елегии и природна поезия. Тази книга е забележителна с включването на пантеистични теми.
Поезията на Заболоцки включва и произведения, фокусирани върху религиозни теми. Те се коренят в ранното му религиозно обучение и изразеното православие на руското селячество преди Октомврийската революция. Докато официалните биографични справки го описват като политически и съветски поет, официално и неофициално публикуваните му творби показват по-голяма духовна и интелектуална дълбочина. До 30-те години на миналия век Заболоцки модифицира своя поетичен стил към социалистически реализъм в опит да създаде приемливо идеологическо съдържание.
При засилената цензура на Йосиф Сталин върху изкуствата, Заболоцки става жертва на Голямата чистка. Арестуван през 1938 г., той е измъчван и обвинен в участие в контрареволюционен заговор с други писатели от Ленинград (Санкт Петербург), включително Николай Тихонов, Константин Федин и Самуил Маршак – нито един от които не е арестуван. Осъден е на пет години в Сибир. Тази присъда е удължена до края на войната. През 1944 г. след обжалване е освободен от караул, но все пак продължава присъдата си в изгнание в Караганда. В Сибир той продължава творческата си работа, като превежда „Словото за похода на Игор“. През 1945 г. е освободен.
След завръщането си в Москва през 1946 г. Заболоцки е възстановен като член на Съюза на съветските писатели. Превежда няколко грузински поети (включително епичната поема на Шота Руставели „Витязът в тигрова кожа“, както и по-модерни грузински поети като Важа-Пшавела, Григол Орбелиани, Давид Гурамишвили) и често пътува до Грузия. Заболоцки възобновява и собствената си поетична дейност. Литературата от годините след изгнанието му обаче преживява драстични стилови промени. Поезията му започва да придобива по-традиционна, консервативна форма и често се сравнява с творчеството на Тютчев.
В последните няколко години от живота си Заболоцки е сполетян от болест. Той претърпява инвалидизиращ сърдечен удар и от 1956 г. нататък прекарва голяма част от времето си в град Таруса. След втори инфаркт умира на 14 октомври 1958 г. в Москва.